# Hughesville (Maryland)
Hughesville é uma Região censo-designada localizada no estado americano de Maryland, no Condado de Charles.

## Demografia
Segundo o censo americano de 2000, a sua população era de 1537 habitantes.

## Geografia
De acordo com o United States Census Bureau tem uma área de
29,0 km², dos quais 29,0 km² cobertos por terra e 0,0 km² cobertos por água. Hughesville localiza-se a aproximadamente 50 m acima do nível do mar.

## Localidades na vizinhança
O diagrama seguinte representa as localidades num raio de 16 km ao redor de Hughesville.